# Mișcările studențești din Timișoara - 1956

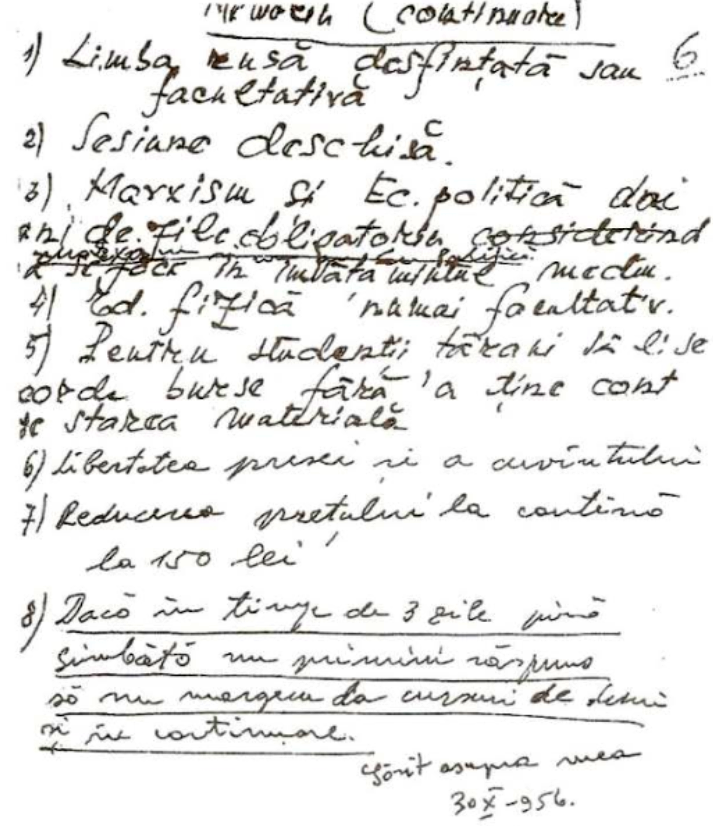
Revendicările studenților protestatari din Timișoara, octombrie 1956

Mișcările studențești din Timișoara au fost declanșate ca urmare a Revoluției anticomuniste din 1956 din Ungaria.
Ca urmare a mișcărilor, următorii studenți din Timișoara au fost arestați și condamnați: 
- Primul lot - Caius Eugen Vladimir Mutiu și Aurel Baghiu, Frederich Barth, Popp Gheorghe, Nicolae Balaci, Aurelian Păuna, Ladislau Nagy;
- Al doilea lot - Teodor Stanca, Valentin Rusu, Henrich Drobny, Octavian Vulpe, Iulian Stanciu, Gheorghe Păcurariu, Victor Daiciuc, Axente Treba, Ioan Ilca, Dumitru Alexandru Daraban, Mircea Moraru, Cristian Matei, Dezideriu Ernest Lazăr, Ioan Petca, Cormos-Cornel Sălișteanu, Romulus Tasca, Valentin Radu, Victor Boldea, Ilie Haiduc (profesor).

## Deportați
- Octavian Vulpe,
- Gheorghe Păcurariu,
- Axente Treba,
- Iulian Stanciu.